# Ng Cho-fan
Ng Cho-fan (吳楚帆S; Tientsin, 4 luglio 1911 – Ottawa, 22 febbraio 1993) è stato un attore, regista e produttore cinematografico hongkonghese.
È fratello dell'attore Gao Luquan.
In occasione del centenario della nascita dell'industria cinematografica in Cina nel 2005, la China Film Performance Art Academy l'ha inserito nella lista dei "100 migliori attori in 100 anni di cinema cinese".